# Aszot Barseghian
Aszot Barseghian, orm. Աշոտ Բարսեղյան, ros. Ашот Яковлевич Барсегян, Aszot Jakowlewicz Barsiegian (ur. 5 maja 1964 w Erywaniu, Armeńska SRR) – ormiański piłkarz, grający na pozycji napastnika, trener piłkarski.

## Kariera piłkarska

### Kariera klubowa
W 1982 rozpoczął karierę piłkarską w Olimpii Artaszat. Potem występował w klubach Iskra Erywań, Lori Wanadzor, Prometej Erywań, Ararat-2 Erywań, Spitak FA i Bananc Kotajk. W sezonach 1994/95 i 1995/96 bronił barw libańskiego Homenmenu Bejrut. Latem 1996 przeniósł się do Sagesse Bejrut, w którym zakończył karierę piłkarza.

## Kariera trenerska
Po zakończeniu kariery piłkarza rozpoczął pracę szkoleniowca. Najpierw w latach 2003-2005 pomagał trenować rodzimy klub Bananc Erywań, a latem 2005 stał na czele klubu. Po zakończeniu sezonu w końcu maja 2006 przeniósł się do Kilikii Erywań. W 2007 powrócił do Banancu, gdzie pracował jako asystent trenera. Po zwolnieniu Armena Giulbudaghianca jesienią 2009 tymczasowo prowadził Bananc do znalezienia nowego trenera. W styczniu 2010 po mianowaniu na głównego trenera Banancu Stewicy Kuzmanowskiego powrócił do obowiązków asystenta klubu. Ale już w lutym 2010 roku został głównym trenerem drugiej drużyny, którą prowadził do maja 2011, a potem pracował jako asystent. Od 2010 również pomagał trenować juniorską reprezentację Armenii. W lutym 2015 został mianowany na głównego trenera Gandzasara Kapan.

## Sukcesy i odznaczenia

### Sukcesy piłkarskie
Bananc Kotajk
- brązowy medalista Mistrzostw Armenii: 1992
- zdobywca Pucharu Armenii: 1992

### Sukcesy trenerskie
Bananc Erywań
- wicemistrz Armenii: 2006
- finalista Superpucharu Armenii: 2006

### Sukcesy indywidualne
- najefektywniejszy król strzelców Mistrzostw Armenii: 1,25 goli/mecz (54 goli w 43 meczach)